# Eglon (Washington)
Eglon az Amerikai Egyesült Államok északnyugati részén, Washington állam Kitsap megyéjében elhelyezkedő önkormányzat nélküli település.
Eglon postahivatala 1906 és 1964 között működött. A település névadója Eglon, a moabiták királya.

## Fordítás
Ez a szócikk részben vagy egészben  az   Eglon, Washington című angol Wikipédia-szócikk ezen változatának fordításán alapul.  Az eredeti cikk szerkesztőit annak laptörténete sorolja fel. Ez a jelzés csupán a megfogalmazás eredetét és a szerzői jogokat jelzi, nem szolgál a cikkben szereplő információk forrásmegjelöléseként.